# Колодиста (річка)
Колодиста, Колодистий — річка в Україні у Тальнівському районі Черкаської області. Права притока річки Гнилого Тікичу (басейн Південного Бугу).

## Опис
Довжина річки приблизно 7,98 км, найкоротша відстань між витоком і гирлом — 7,60  км, коефіцієнт звивистості річки — 1,05 . Формується декількома струмками та загатами.

## Розташування
Бере початок в урочищі Колодисте. Тече переважно на південний схід через село Колодисте і на західній околиці села Луківки впадає у річку Гнилий Тікич, ліву притоку річки Синюхи.

## Цікаві факти
- У XX столітті на річці існували молочно-тваринна ферма (МТФ) та газгольдер[2].